# 二硫化钯
二硫化钯是钯的二硫化物，化学式 PdS2。

## 制备
二硫化钯可以由硫化钯和过量的硫加热反应而成。
PdS + S → PdS2
不过，就算加热几个月，还是会有没参与反应的反应物。另一种制备方法是在密封管中反应氯化钯和过量的硫在 450 °C ，然后用二硫化碳洗涤。这会产生不含 PdS 的 PdS2。

## 结构
PdS2 含有硫-硫键，可看作是一种二硫化物，由 S22− 和Pd2+ 组成。二硫化钯是片状结构的，有平面正方形结构的钯原子中心和三角锥形的硫原子。

## 相关化合物
其它硫化钯也是已知的，例如 Pd4S、Pd2.8S、Pd2.2S 和 PdS。